# Sessue Hayakawa

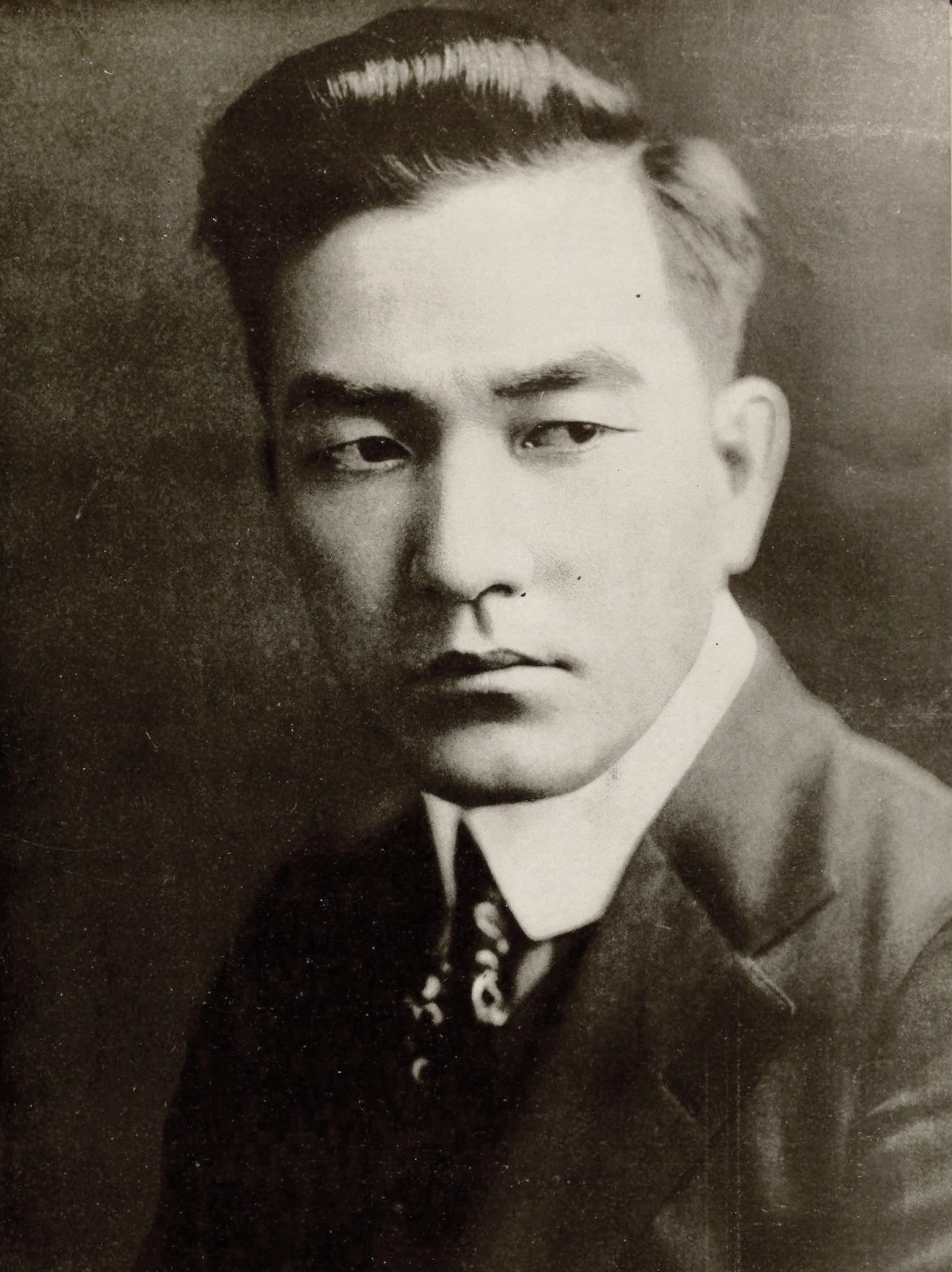
Sessue Hayakawa (1918)

Sessue Hayakawa (japanisch 早川 雪洲 Hayakawa Sesshū; * 10. Juni 1889 in Nanaura – 七浦村, Kaiserreich Japan; heute: Minamibōsō, Präfektur Chiba; als Kintarō Hayakawa – 早川 金太郎 Hayakawa Kintarō; † 23. November 1973 in Tokio) war ein japanischer Schauspieler.
Sessue Hayakawa war der erste ostasiatische Filmschauspieler, der in den Vereinigten Staaten den Rang eines Stars erlangte.

## Leben

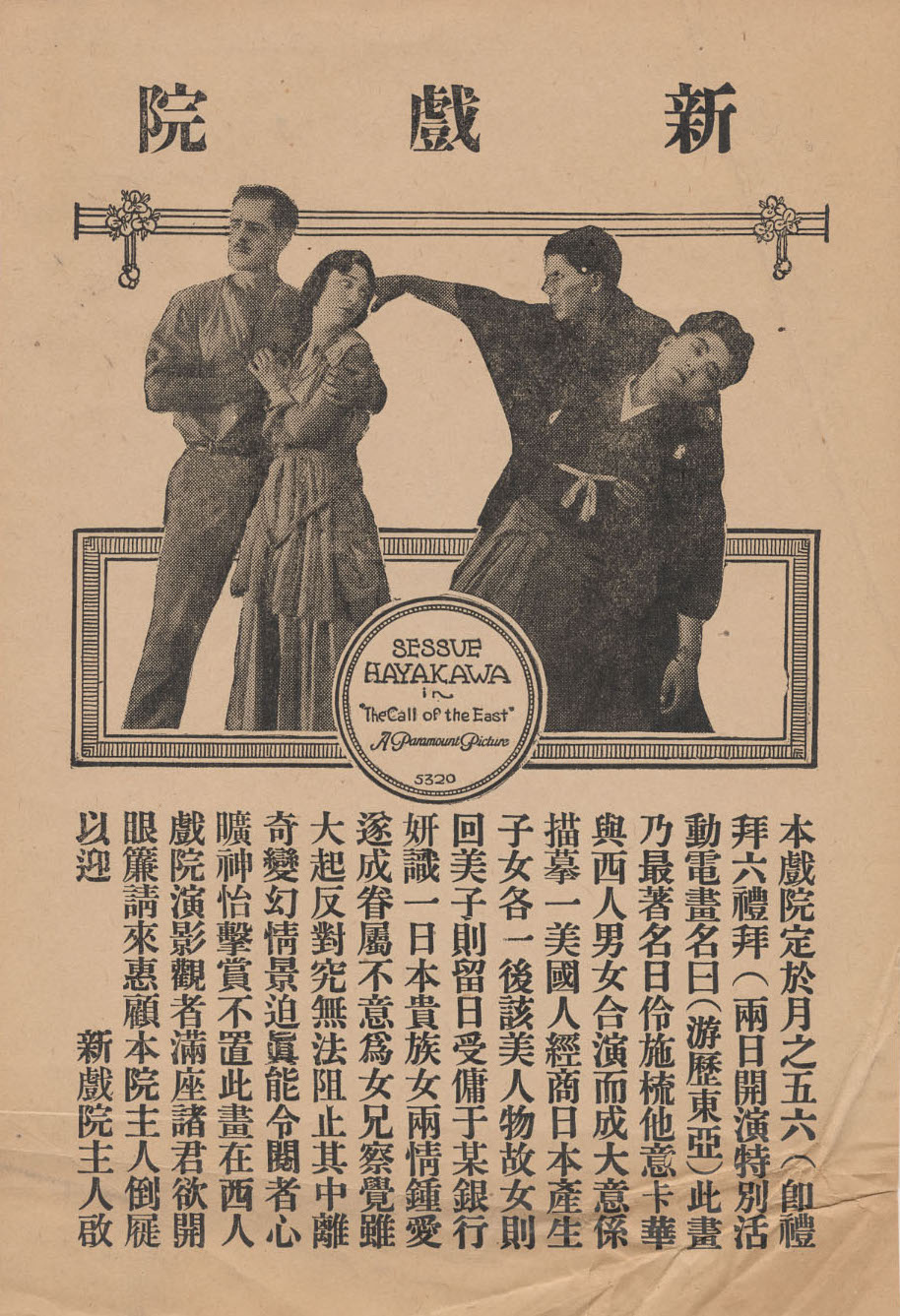
Ankündigung für den Film The Call of the East (1917). Hayakawa ist ganz rechts im Bild. Für das Publikum in Kalifornien ist der Film in chinesischer Schrift angekündigt.

Sessue Hayakawa war der zweite Sohn einer Familie, die dem japanischen Schwertadel angehörte. Sein Vater war ein hoher Provinzbeamter und auf dessen Wunsch strebte der junge Hayakawa eine Offizierslaufbahn in der japanischen Marine an, die er wegen eines Tauchunfalles, von dem er Hörprobleme davontrug, dann jedoch nicht durchlaufen konnte. Enttäuscht versuchte Hayakawa traditionell Seppuku zu begehen, verlor aber das Bewusstsein und wurde gefunden und trotz schwerer Verletzungen geheilt. Im Anschluss wandte er sich dem Zen-Buddhismus zu und versuchte mehrere Monate Zen-Priester zu werden. Nachdem er bei einer Hilfsaktion für einen amerikanischen Dampfer, der in der Bucht von Tokio auf Untiefen gelaufen war, in Kontakt mit US-Amerikanern gekommen war, entwickelte sich sein Wunsch in die Vereinigten Staaten zu reisen. Unter der Auflage dort politische Ökonomie zu studieren, erlaubte ihm dies sein Vater. Hayakawa studierte in Chicago und schloss das Studium mit einem Bachelor ab. Vor der Wahl zurück nach Japan zu reisen oder in den Vereinigten Staaten zu bleiben schloss er sich einem Bühnenensemble an, das 1913 eine Tournee durch die Vereinigten Staaten antrat. Dort wurde er von einem Produzenten der New York Motion Picture Company, Thomas Harper Ince, entdeckt, der ihm die Hauptrollen in Reginald Barkers Filmen The Wrath of the Gods und The Typhoon (beide 1914) verschaffte.

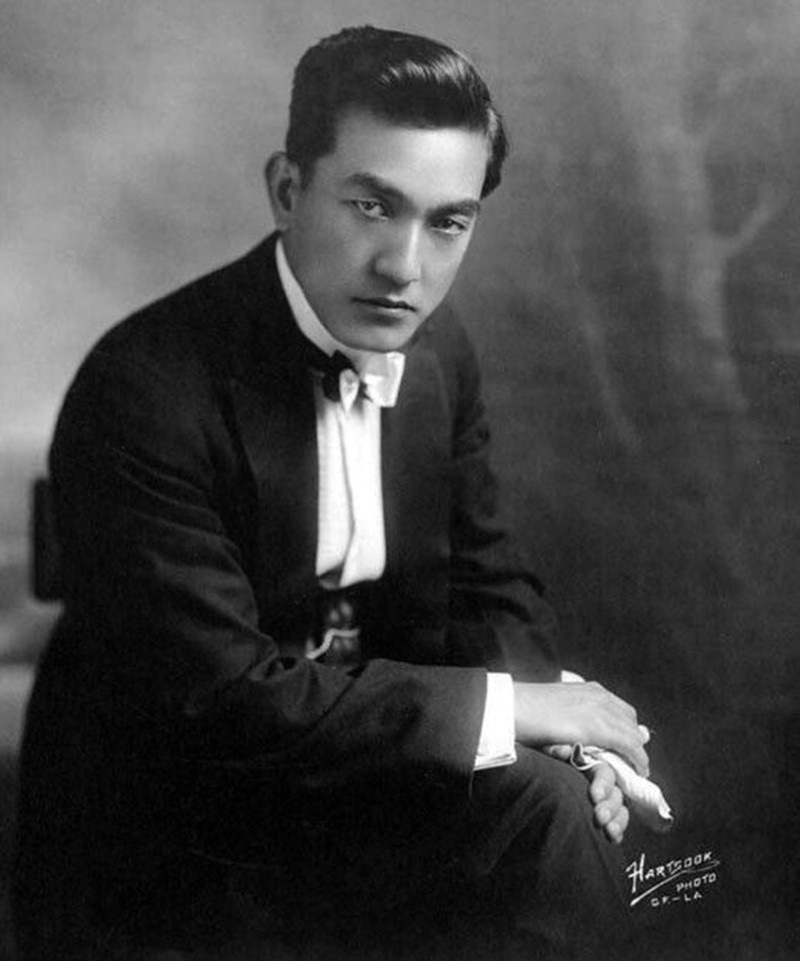
Sessue Hayakawa, 1918

Hayakawa wurde durch diese beiden Filme auf Anhieb zum Star. 1915 erregte er weiteres Aufsehen mit seinem Auftritt in Cecil B. DeMilles Eifersuchtsdrama The Cheat, in dem er einen wohlhabenden Japaner spielt, der seine sexuellen Besitzansprüche an einer weißen Frau (Fannie Ward), der er Geld geliehen hat, dadurch Nachdruck verleiht, dass er sie buchstäblich brandmarkt. Für Millionen von Amerikanerinnen – auch weißer Amerikanerinnen – wurde Hayakawa durch diese Rolle zum romantischen Idol. Als Skandal wurde der Film hingegen von den Gegnern der Rassenvermischung und von der japanisch-amerikanischen Öffentlichkeit aufgenommen; letztere war über DeMilles unrealistische Darstellung einer japanischen Person bestürzt. Hayakawas Popularität blieb jedoch unangefochten und in den 1910er Jahren nahm er Spitzengagen ein, wie sie sonst nur weiße Topstars wie Douglas Fairbanks, Charlie Chaplin und John Barrymore erhielten. In vielen Filmen erschien Jack Holt in der Rolle seines Gegenspielers, der mit Hayakawa um die Gunst einer weißen Frau wetteifert, die wiederholt z. B. von Florence Vidor, Myrtle Stedman, Doris Pawn, Jane Novak und Helen Jerome Eddy dargestellt wurde.
1921 gründete Sessue Hayakawa eine eigene Produktionsfirma, die Hayakawa Feature Play Company, die jedoch nur vier Filme hervorbrachte. In den 1920er Jahren, die den Vereinigten Staaten nach dem Ersten Weltkrieg viele Migranten bescherten, erstarkte in den Vereinigten Staaten der Rassismus. Hayakawas Filme verkauften sich nicht mehr und seine Karriere erreichte einen Tiefpunkt. Auf der Suche nach einem neuen Publikum zog er nach Japan, fand dort jedoch keine Arbeit. In Frankreich konnte er 1923 den Film La bataille drehen und 1924 folgten zwei Filme im Vereinigten Königreich.
Ein Comeback gelang ihm erst 1931 mit Lloyd Corrigans Film Daughter of the Dragon, in dem er neben Anna May Wong und Warner Oland den Liebhaber der Tochter des chinesischen Superverbrechers Dr. Fu Manchu spielt. Daughter of the Dragon war für Hayakawa der erste Tonfilm, der offenbarte, dass er Englisch mit starkem Akzent sprach. 1932 nahm Hayakawa erstmals ein Filmengagement in Japan an. 1937 spielte er die männliche Hauptrolle in dem von Arnold Fanck und Mansaku Itami inszenierten Drama Die Tochter des Samurai, einer deutsch-japanischen Koproduktion, mit der die beiden Achsenmächte ihre Verbundenheit auch auf kulturellem Gebiet ausdrücken wollten.
Anschließend ging Sessue Hayakawa erneut nach Frankreich, wo er unter anderem in Max Ophüls’ Liebesfilm Yoshiwara (1937) mitwirkte. In Marcel L’Herbiers Film Forfaiture (ebenfalls 1937), einem Remake des Films The Cheat, spielte er erneut die Rolle des grausamen japanischen Liebhabers, die ihn 22 Jahre zuvor zum Weltstar gemacht hatte. Den Zweiten Weltkrieg verbrachte Hayakawa in Paris, weil er dort als Japaner von den deutschen Besatzern geduldet wurde, er nach eigenen Angaben aber Angst um sein Leben hätte, wenn er zurück nach Japan ging. Seine Frau und seine Kinder blieben in Japan und er hatte über mehrere Jahre keinen Kontakt zu ihnen.
1949 kehrte Hayakawa nach Hollywood zurück, nachdem er von den Amerikanern wegen Unbedenklichkeit aufgrund einiger deutschkritischen Äußerungen während des Krieges ein Sonder-Visum ausgestellt bekommen hatte. In Stuart Heislers Thriller Tokio-Joe (1949) trat er neben Humphrey Bogart auf. Im erfolgreichen Kriegsdrama Drei kehrten heim (1950) spielte er neben Claudette Colbert. 1950 folgten drei japanische Produktionen, und nach fünfjähriger Pause wurde Hayakawa von Samuel Fuller für eine Nebenrolle in seinem Film noir House of Bamboo engagiert. 1957 gab ihm die Columbia Pictures die Rolle, in der er auch dem heutigen Publikum am weitesten bekannt ist: die des japanischen Kommandanten Saito in David Leans Kriegsgefangenendrama Die Brücke am Kwai.
Hayakawa war zu diesem Zeitpunkt bereits 68 Jahre alt und trat danach nur noch unregelmäßig vor die Kamera. Einen letzten größeren Erfolg hatte er 1960 mit der Rolle des Piratenkapitäns in dem Abenteuerfilm Swiss Family Robinson. 1966 zog er sich ganz aus dem Filmgeschäft zurück und kehrte nach Japan zurück, wo er Zen-Priester wurde und Schauspielunterricht gab. Er starb 84-jährig in Tokio an einer Hirnthrombose.
Sessue Hayakawa war seit dem 1. Mai 1914 mit der japanischen Schauspielerin Tsuru Aoki (1892–1961) verheiratet, mit der er in den 1910er Jahren wiederholt gemeinsam vor der Kamera stand.

## Preise
Für seinen Auftritt in Die Brücke am Kwai erhielt Sessue Hayakawa 1957 den National Board of Review Award für den besten Nebendarsteller. Er wurde für diese Rolle auch für den Oscar und den Golden Globe nominiert, beide Preise gingen jedoch an Red Buttons für seine Rolle in Sayonara. Geehrt wurde Hayakawa auch durch einen Stern auf dem Hollywood Walk of Fame (bei 1645 Vine Street).

## Filmografie (Auswahl)
- 1914: O Mimi San (Kurzfilm)

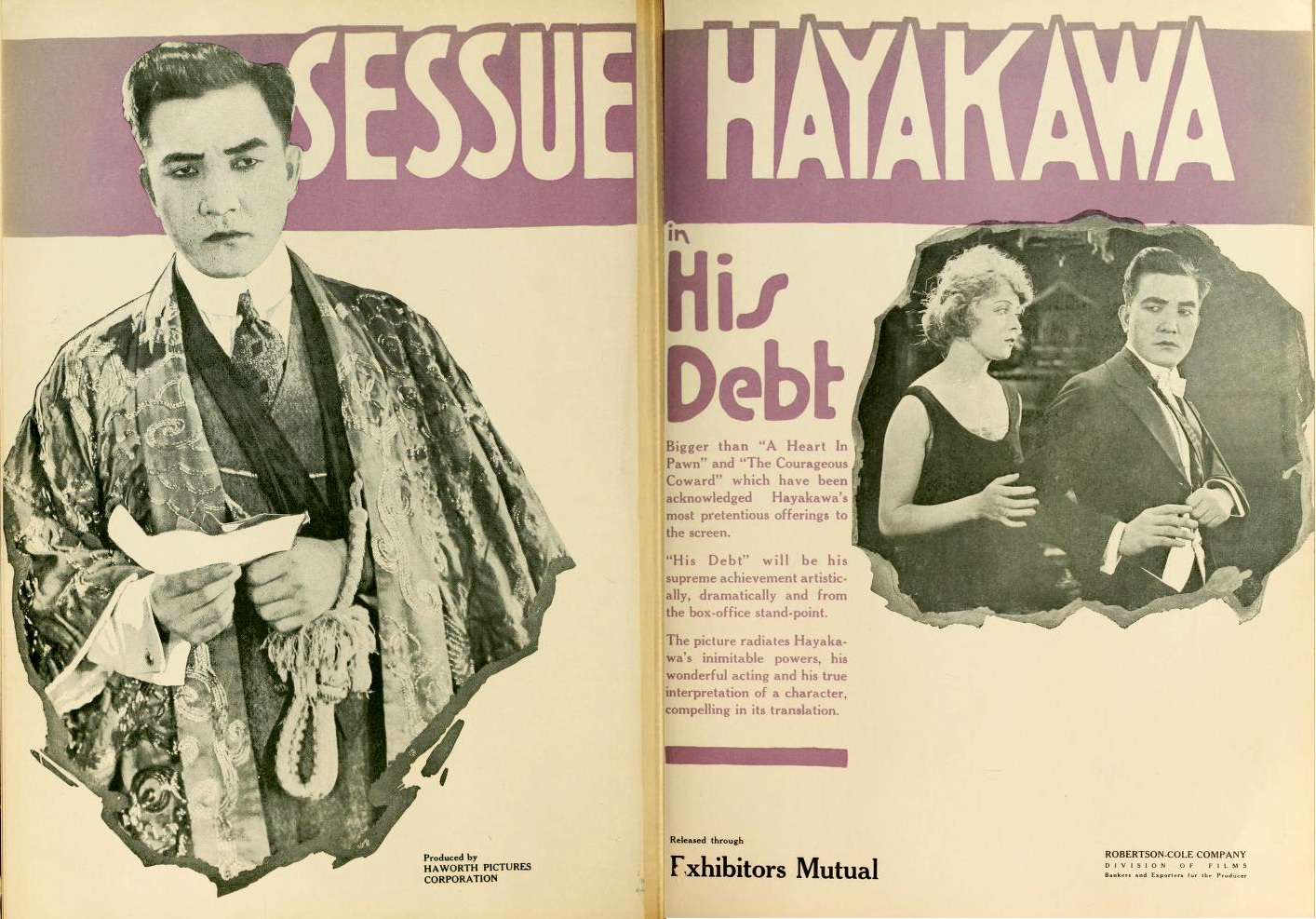
Anzeige (1919)

- 1914: The Courtship of O San (Kurzfilm)
- 1914: The Geisha (Kurzfilm)
- 1914: The Ambassador’s Envoy (Kurzfilm)
- 1914: The Wrath of the Gods/The Destruction of Sakura-Jima or The Wrath of the Gods – Lord Yamaki
- 1914: A Tragedy of the Orient (Kurzfilm)
- 1914: A Relic of Old Japan (Kurzfilm)
- 1914: Star of the North
- 1914: The Curse of the Caste (Kurzfilm)
- 1914: The Village ’Neath the Sea (Kurzfilm)
- 1914: The Death Mask (Kurzfilm)
- 1914: The Typhoon – Tokorama
- 1914: The Hateful God (Kurzfilm, ungesichert)
- 1914: The Vigil (Kurzfilm) – Kenjiro
- 1914: Mother of the Shadows (Kurzfilm) – Running Elk
- 1914: The Last of the Line (Kurzfilm) – Tiah – Gray Otter’s Son
- 1915: After Five – Oki, the Valet
- 1915: The Famine – Horisho (Kurzfilm)
- 1915: The Chinatown Mystery – Yo Hong (Kurzfilm)
- 1915: The Clue – Nogi
- 1915: The Secret Sin – Lin Foo
- 1915: Der Betrug (The Cheat) – Hishuru Tori/Haka Arakau
- 1915: Temptation
- 1916: Alien Souls (verschollen)
- 1916: The Honorable Friend
- 1916: The Soul of Kura San (verschollen)
- 1916: The Victoria Cross
- 1917: Each to His Kind (verschollen)
- 1917: The Bottle Imp
- 1917: The Jaguar’s Claws
- 1917: Forbidden Paths
- 1917: Hashimura Togo
- 1917: The Call of the East
- 1917: The Secret Game
- 1918: The Hidden Pearls
- 1918: The Honor of His House/Honor of the House
- 1918: The White Man’s Law
- 1918: The Bravest Way
- 1918: The City of Dim Faces (verschollen)
- 1918: His Birthright (& Drehbuch)
- 1918: The Temple of Dusk – Akira (verschollen)
- 1918: Banzai – The American General (Kurzfilm)
- 1918: United States Fourth Liberty Loan Drive/An Untitled Liberty Loan Film – er selbst
- 1919: Bonds of Honor – Yamashito/Sasamoto
- 1919: A Heart in Pawn – Tomaya
- 1919: The Gray Horizon
- 1919: The Dragon Painter – Tatsu, the Dragon Painter
- 1919: The Illustrious Prince – Prince Maiyo
- 1919: The Tong Man – Luk Chen
- 1919: The Courageous Coward – Suki Iota
- 1919: His Debt – Goto Mariyama
- 1919: The Man Beneath – Dr. Chindi Ashutor
- 1920: The Beggar Prince – Nikki/Prince (verschollen)
- 1920: The Brand of Lopez – Vasco Lopez
- 1920: The Devil’s Claim – Akbar Khan/Hassan
- 1920: Li Ting Lang/Traditions Altar – Li Ting Lang
- 1920: An Arabian Knight – Ahmed
- 1921: The First Born – Produzent, Darsteller: Chan Wang
- 1921: Black Roses – Produzent, Darsteller: Yoda
- 1921: Where Lights Are Low – Produzent, Darsteller: T Su Wong Shih
- 1921: The Swamp – Produzent, Drehbuch, Darsteller: Wang
- 1922: Five Days to Live – Tai Leung
- 1922: The Vermilion Pencil – Tse Chan/The Unknown/Li Chan
- 1922: Night Life in Hollywood/The Shriek of Hollywood – er selbst
- 1923: Die Marquise Yorisaka[1], auch Über alles - das Vaterland![2] (La bataille)
- 1924: Sen Yan’s Devotion – Sen Yan
- 1924: The Great Prince Shan – Prince Shan
- 1924: Ich bin der Mörder (J’ai tué!) – Hideo the antiquarian
- 1929: Sessue Hayakawa in 'The Man Who Laughed Last' (Kurzfilm)
- 1931: Die Tochter des Drachen (Daughter of the Dragon) – Ah Kee
- 1931: In 80 Minuten um die Welt (Around the World in 80 Minutes) – er selbst
- 1932: Running Hollywood (Kurzfilm)
- 1932: Taiyo wa higashi yori/The Sun Rise from the East – Regie, Darsteller: Kenji
- 1934: Bakugeki hikôtai
- 1935: Tôjin Okichi über Tōjin Okichi
- 1935: Kuni o mamoru mono: Nichiren
- 1937: Die Tochter des Samurai/Atarashiki tsuchi/The New Earth/The New Soil – Iwao Yamato
- 1937: Yoshiwara – Isamo, Kuli
- 1937: Gebrandmarkt (Forfaiture/The Cheat) – Prince Hu-Long
- 1938: Sturm über Asien (Tempête sur l’Asie) – Le prince Ling
- 1939/1942: Die Spielhölle von Macao/Macao, l’enfer du jeu/Gambling Hell/Mask of Korea – Ying Tchaï
- 1942: Patrouille blanche
- 1943: Soleil de minuit, Le
- 1943: Malaria
- 1946: Le cabaret du grand large
- 1947: Quartier chinois – Tchang
- 1949: Tokio-Joe (Tokyo Joe) – Baron Kimura
- 1950: Drei kehrten heim (Three Came Home) – Colonel Suga
- 1950: Harukanari haha no kuni/The Motherland Far Far Away – Joe Hayami
- 1950: Re mizeraburu: kami to akuma/Les Miserables: Gods and Demons
- 1950: Re mizeraburu: kami to jiyu no hata
- 1953: Onna kanja himon – Akô rôshi
- 1953: Kurama Tengu to Katsu Kaishû
- 1953: Higeki no shôgun: Yamashita Tomoyuki
- 1954: Nihon yaburezu
- 1955: Tokio-Story (House of Bamboo)
- 1957: Die Brücke am Kwai (The Bridge on the River Kwai)
- 1958: Geisha-Boy
- 1959: Tropenglut (Green Mansions)
- 1960: Stoßtrupp Saipan (Hell to Eternity)
- 1960: Dschungel der 1000 Gefahren (Swiss Family Robinson)
- 1961: The Big Wave
- 1966: The Daydreamer (Stimme)
- 1967: Junjô nijûsô

## Fernsehauftritte
- 1958: Kraft Television Theatre: The Sea Is Boiling Hot Episode einer Fernsehserie
- 1958: Studio One: Kurishiki Incident Episode einer Fernsehserie – Sato
- 1958: Wagon Train: The Sakae Ito Story Episode einer Fernsehserie – Sakae Ito
- 1961: Here’s Hollywood (1961) Episode einer Fernsehserie – er selbst
- 1963: Route 66: Two Strangers and an Old Enemy (Episode einer Fernsehserie) – Takasuka